# U (kana)

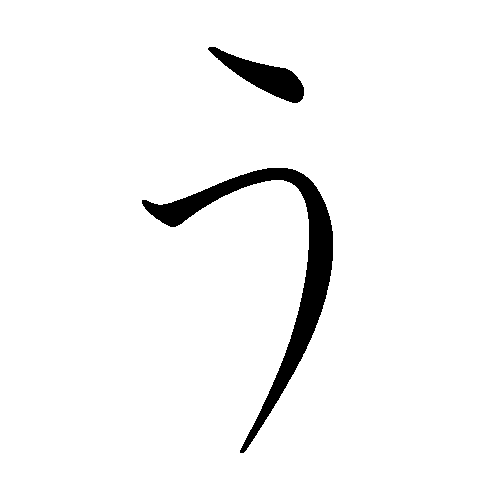
U w hiraganie

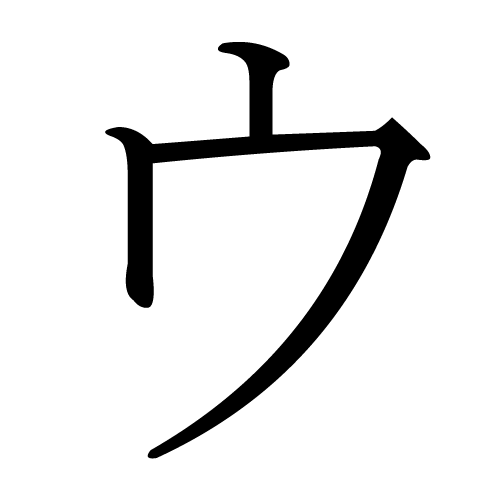
U w katakanie

U – trzeci znak japońskich sylabariuszy hiragana (う) i katakana (ウ). Reprezentuje on samogłoskę przymkniętą tylną zaokrągloną (wymawianą jak polskie u w słowie lud) i jest jednym z pięciu znaków kana reprezentujących samogłoski. Obydwie wersje pochodzą bezpośrednio od znaku kanji 宇.
Znak う w zapisie hiraganą może służyć jako przedłużenie samogłoski w sylabach kończących się na -o lub -u. W przypadku -o う służy do przedłużenia słów pochodzenia chińskiego (on’yomi). W czysto japońskich wyrazach (kun’yomi) funkcję tę spełnia znak お. 
ウ jest w katakanie traktowane podobnie, choć zwykle do przedłużeń samogłosek używa się znaku ー. W katakanie występuje również mniejsza wersja tego znaku (ゥ), służąca głównie do utworzenia sylab niewystępujących w języku japońskim np. トゥ (tu).
U jest jedyną samogłoską w japońskim piśmie, która w swojej wersji w katakanie po dodaniu znaku dakuten zmienia swoją wymowę. Jest to ヴ, które wymawia się vu (polska sylaba wu). Po dodaniu do niego znaków ァ, ィ, ェ lub ォ, połączenia wymawia się odpowiednio jak va, vi, ve i vo.